# Fernand Dubuis
Pour les articles homonymes, voir Dubuis.
Fernand Dubuis, né le 25 avril 1908 à Sion et mort le 2 septembre 1991 à Sérigny (Orne), est un peintre-dessinateur suisse.

## Biographie
Après des études secondaires de latin–grec dans le canton du Valais, en 1928-1929 Fernand Dubuis entre à l'École cantonale de dessin et d'art appliqué de Lausanne pour quelques mois.
En 1930, il s’installe à Paris où il fréquente plusieurs académies libres de Montparnasse.
Le peintre s’installe, en Normandie dans l'Orne en 1961, au château du Tertre à Sérigny (Orne) où l'accueille Christiane Martin du Gard fille de l'écrivain Roger Martin du Gard.

## Liens
- « École cantonale de dessin et d'art appliqué de Lausanne », sur le site officiel de la ville de Lausanne (consulté le 30 juillet 2010)
- fernand-dubuis.ch
- « Fernand Dubuis », sur SIKART Dictionnaire sur l'art en Suisse.